# Liutberga
Liutberga (8e eeuw) was de dochter van Desiderius, koning van de Lombarden en zijn vrouw Ansa. Liutberga was de vrouw van Tassilo III, de laatste van de Agilolfingische hertogen van Beieren.
Zij was voor 770 getrouwd met Tassilo III, dit om de traditionele alliantie tussen Lombardije en Beieren te bevestigen. Het echtpaar had meerdere kinderen.
Zij nam het haar voormalige zwager Karel de Grote zeer kwalijk dat hij haar zuster Desiderata had verstoten en na de daaropvolgende vernietiging van het Koninkrijk van de Longobarden haar ouders gevangen te hebben gezet. Zij moedigde haar man aan om tegen Karel de Grote, zijn neef, te rebelleren. Dit plan pakte echter niet goed uit: het gerucht bereikte Karel de Grote, dat Tassilo in het geheim aan het plotten was met de Avaren, erkende vijanden van de Franken. Tassilo werd berecht en ter dood veroordeeld. Het vonnis werd echter omgezet in confiscatie van al Tassilo's land en eerbewijzen. Hij en zijn familie, waaronder Liutberga, werden vervolgens onder tonsuur gebracht en naar religieuze instellingen gestuurd.